# Bernardo III d'Armagnac
Bernardo d'Armagnac, in francese: Bernard III d'Armagnac (... – 1110 circa), fu conte d'Armagnac, dal 1103 alla sua morte.

## Origine
Bernardo, sia secondo la Genealogia Comitum Guasconiæ, che secondo Pierre de Guibours, detto Père Anselme de Sainte-Marie o più brevemente Père Anselme ed anche lo storico francese Jean de Jaurgain era il figlio primogenito del conte d'Armagnac, Gerardo II, e di Azivelle de Lomagne, che era figlia di Oddone II Visconte di Lomagne e della moglie, Contessa.
Gerardo II di Guascogna, ancora sia secondoPère Anselme, che secondo la Genealogia Comitum Guasconiæ, era il figlio primogenito del conte d'Armagnac e duca di Guascogna, Bernardo II Tumapaler, e di Ermengarda, di cui non si conoscono gli ascendenti.

## Biografia
Bernardo, tra il 1084 ed il 1085 compare citato in tre documenti del Cartulaire du prieuré de Saint-Mont, assieme alla madre, Azivelle de Lomagne:
- il primo è il documento n° XXXI, inerente ad una donazione fatta dalla madre, su suggerimento del nonno (suocero di Azivelle), Bernardo II Tumapaler (Bernardo Tumapalerio socero meo) e con l'approvazione di Bernardo (Bernardus filius supradictæ dominæ)[7]
- il secondo è il documento n° XXXIII, in cui la contessa Azivelle (Domina Azivella matre dompni Bernardi Armaniacensis comitis) raggiunge un accordo con i monaci di Saint-Mont, per risolvere un contenzioso[8]; e con questo documento come ci fa notare Jean de Jaurgain Bernardo viene citato col titolo di conte pur essendo il padre ancora vivo[9]
- il terzo è il documento n° LXXXVIII, la contessa Azivelle (nobilissima quiedam femina Azivera vicecomitis Lomanie Oddonis filia, mater que Bernardi filii Geraldi Armaniaci comitis) fa una donazione al monastero in oggetto con l'approvazione del figlio, Bernardo, del marito, Gerardo e dei figli di primo letto, Ugo e Oddone (eiusdem Bernardi filii sui et Geraldi secundi coniugis et aliorum duorum filiorum Hugonis et Oddonis)[10].

Bernardo (Bernardus filius Geraldi Armaniaci comitis), nel 1090, fece una donazione e giurò di mantenere tutte le franchigie e le donazioni fatte al monastero di Saint-Mont, anche quelle del nonno Bernardo II Tumapaler (avus meus Bernardus tocius Gasconie comes cognomento Tumapelerius), come ci viene confermato anche da Jean de Jaurgain.
Nel 1100, Bernardo con la moglie ed il figlioletto, Gerardo (Bernardus Armaniacensis comes cum uxore mea et filio meo Geraldo puero) concluse un accordo con la chiesa Saint-Martin de Bergons, come ci informano il documento n° XXI del Cartulaire du prieuré de Saint-Mont e Jean de Jaurgain.
La morte di suo padre, Gerardo II, secondo i Documens historiques et généalogiques sur les familles et les hommes remarquables du Rouergue è avvenuta nel 1103 (secondo lo storico francese Jean Jaurgain, nel suo La Vasconie, étude historique et critique morì nel 1095).
Comunque Bernardo, nel 1103 è conte d'Armagnac, e come tale, si reca a La Réole, al seguito del duca di Aquitania, duca di Guascogna e conte di Poitiers, Guglielmo IX e l'anno seguente, fu tra i firmatari della tregua di Dio, ordinata dal concilio lateranense.
Nell'agosto del 1110, Bernardo con la moglie ed i due figli maschi (Bernardus comes Armeniacensis una cum coniuge mea N Alpasia atque filiis meis Giraldo atque Ottone) fece una donazione alla chiesa Santa Maria di Auch.
Secondo Pere Anselme, Bernardo morì in quello stesso anno.

## Matrimonio e discendenza
Verso il 1095, Bernardo III aveva sposato Alpaïs di Turenna, figlia di Bosone Visconte di Turenna e della sua seconda moglie, Gerberga; il documento n° IX del Cartulaire du prieuré de Saint-Mont, di quello stesso anno, inerente ad una donazione di Bernardo ci conferma l'avvenuto matrimonio (Bernardus iuvenis Armaniacensis comes favente uxore mea).
Alpaïs col figlio Gerardo (comitisse Armaniacensis et filii eius Geraudi ad huc pueri), nel 1103, secondo Jean de Jaurgain, in assenza del marito, lo sostituisce, presiedendo una disputa nei pressi di Nogaro.
Il documento n° XVI del Cartulaire du prieuré de Saint-Mont, datato 1104, ci conferma che Alpaïs, col figlio Gerardo (comitisse Armaniacensis et filii eius Geraudi ad huc pueri), presiedette un'altra disputa in assenza del marito.
Alpaïs sopravvisse al marito; infatti secondo il documento n. 513 del Cartulaire des abbayes de Tulle et de Roc-Amadour, datato 1113, la contessa (Alpaiz uxor comiti d'Ermaniaco quae fuit filia Bosonis vicecomitis Torennensis) fece una donazione all'abbazia di Tulle St Martin.
Bernardo ed Alpaïs ebbero quattro figli:
- Gerardo[1](† 1160), conte d'Armagnac[16]
- Oddone[14][16]
- due femmine[16][21].

### Fonti primarie
- (LA)  Rerum Gallicarum et Francicarum Scriptires, tomus XII.
- (LA, FR)  Cartulaire du prieuré de Saint-Mont.
- (LA)  Cartulaire des abbayes de Tulle et de Roc-Amadour.
- (FR)  Histoire généalogique et chronologique de la maison royale de France, tomus III.
- (FR)  Documens historiques et généalogiques sur les familles et les hommes remarquables du Rouergue.

### Letteratura storiografica
- Louis Halphen, La Francia nell'XI secolo, in «Storia del mondo medievale», vol. II, 1979, pp. 770–806
- (FR) La Vasconie, étude historique et critique, vol I, su archive.org.
- (FR) La Vasconie, étude historique et critique, vol II, su 1886.u-bordeaux-montaigne.fr. URL consultato il 16 dicembre 2018 (archiviato dall'url originale il 15 dicembre 2018).